# Championnat d'Autriche de hockey sur glace 1993-1994
Saison précédente Saison suivante
Le championnat 1993-1994 de hockey sur glace d'Autriche a été remporté par le VEU Feldkirch.

## Saison régulière
Classement
| Place | Équipe        | PJ | V  | N | D  | Diff. | Points (bonus) |
| ----- | ------------- | -- | -- | - | -- | ----- | -------------- |
| 1er   | EC Graz       | 18 | 10 | 2 | 6  | 67:50 | 25 (3)         |
| 2e    | EC VSV        | 18 | 8  | 4 | 6  | 66:61 | 20 (0)         |
| 3e    | VEU Feldkirch | 18 | 7  | 3 | 8  | 54:62 | 19 (2)         |
| 4e    | EC KAC        | 18 | 5  | 3 | 10 | 53:67 | 14 (1)         |

Entre parenthèses, le bonus obtenu par le classement en Alpenliga.

## Séries éliminatoires
|  | Demi-finales  | Demi-finales  |   |  | Finales | Finales |  |
|  |               |               |   |  |         |         |  |
|  | EC Graz       | 3             |   |  |         |         |  |
|  | EC KAC        | 2             |   |  |         |         |  |
|  |               |               |   |  | EC Graz | 1       |  |
|  |               | VEU Feldkirch | 3 |  |         |         |  |
|  | EC VSV        | 2             |   |  |         |         |  |
|  | VEU Feldkirch | 3             |   |  |         |         |  |

### Demi-finales
| Série                          | Score | Match 1 | Match 2 | Match 3 | Match 4 | Match 5 |
| ------------------------------ | ----- | ------- | ------- | ------- | ------- | ------- |
| EC Graz (1) - KAC (4)          | 3:2   | 5:2     | 6:0     | 2:4     | 1:5     | 4:2     |
| EC VSV (2) - VEU Feldkirch (3) | 2:3   | 8:4     | 5:8     | 7:6     | 2:6     | 2:5     |

### Finale
| Série                           | Score | Match 1 | Match 2 | Match 3 | Match 4 | Match 5 |
| ------------------------------- | ----- | ------- | ------- | ------- | ------- | ------- |
| EC Graz (1) - VEU Feldkirch (3) | 1:3   | 1:3     | 6:2     | 1:5     | 1:3     |         |

## Classement
1. VEU Feldkirch
2. EC Graz
3. EC VSV
4. EC KAC

## Effectif vainqueur
| Champions d'Autriche VEU Feldkirch | Gardiens de but : Claus Dalpiaz, Reinhard Divis Défenseurs : Konrad Dorn, Jeff Geiger, Karl Heinzle, Michael Lampert, Tom Searle, Michael Shea, Wolfgang Strauss Attaquants : Fritz Ganster, Bengt-Åke Gustafsson, Siegfried Haberl, Rick Nasheim, Gerhard Puschnik, Thomas Rundqvist, Bernd Schmidle, Simon Wheeldon Entraîneur : |